# Van Taylor
Nicholas Van Campen Taylor (ur. 1 sierpnia 1972 w Dallas) – amerykański polityk, członek Partii Republikańskiej.

## Działalność polityczna
Od 2010 zasiadał w Texas House of Representatives, a od 2015 w Texas Senate. Od 3 stycznia 2019 jest przedstawicielem 3. okręgu wyborczego w stanie Teksas w Izbie Reprezentantów Stanów Zjednoczonych.